# Specialized (album)
Specialized - A Modern Take On Specials Classics is een muziekalbum uit 2012 waarop ska- en andersoortige bands nummers van The Specials coveren om geld in te zamelen voor het Teenage Cancer Trust. Het album werd alleen via internet uitgebracht en gepromoot door middel van club- en festivaloptredens met als finale de Big One in november. Naast jonge bands verleenden ook oudgedienden als Madness-saxofonist Lee Thompson (met en zonder zijn eigen skaband), voormalig Bodysnatchers-zangeres Rhoda Dakar en Roland Gift van Fine Young Cannibals hun medewerking.

## Vervolgalbums
Het succes van Specialized leidde tot vervolg-cd's met nummers van ska- en gerelateerde bands/artiesten. Achtereenvolgens zijn verschenen;
- Beat Teenage Cancer (The Beat; 2013)
- Mad Not Cancer (Madness; 2014)
- Combat Cancer (The Clash; 2015)
- One Heart (Bob Marley; 2016).
- Dance Crazy (live-compilatie ter gelegenheid van het vijfjarig jubileum; 2016)
- Gifted (The Jam; 2017)
- Specialized 7 - Boss (acts van het Trojan-label; 2018).
- Check One 2 (bands van het 2 Tone-label en geassocieerden; 2019).
- Blockbuster (glamrock en aanverwanten; 2021)
- Viva! Songs of Freedom (protestliederen; 2021)
- Our Way: The Ratpack Collection (Rat Pack en aanverwante artiesten; 2022)
- Punk Pioneers (punk en aanverwanten; oktober 2023)

## Spin-offs

### Festivals
In 2017 ging de Australische versie - SpecialOz'd - van start. 13 oktober 2018 vond in Sydney het tweede festival plaats onder de titel Skank It Up Against Cancer.
In 2019 vonden er Amerikaanse concerten plaats.

### Platenlabel
Specialized Records geeft betrokken bands de mogelijkheid om hun eigen muziek uit te brengen. Ook zijn er compilatiealbums verschenen.